# Moderne Asetro
Moderne Asetro af Michael Kamp, er en fagbog om asetro som moderne religion. Om ritualer, værdier og livssyn hos de asatroende. Med et afsnit om at skrive opgaver om religiøse bevægelser. Bogen er tilsyneladende henvendt til et yngre publikum.

## Ekstern henvisning
- Forfatterens hjemmeside
- ISBN 978-87-7691-919-1